# Cariforum
Le Cariforum est un sous-groupe du groupe des pays dits ACP (Afrique, Caraïbes, Pacifique).

## Historique
Il a été mis en place en octobre 1992 et officiellement lancé en 1993. 

## États membres
Ses membres sont :
- Antigua-et-Barbuda
- les Bahamas
- la Barbade
- le Belize
- la Dominique
- la République dominicaine
- le Guyana
- Haïti
- la Jamaïque
- Saint-Christophe-et-Niévès
- Sainte-Lucie
- Saint-Vincent-et-les-Grenadines
- le Suriname
- Trinité-et-Tobago

Cuba est membre observateur du Cariforum sans participer aux accords de Cotonou.

## Fonctionnement
Il gère les relations entre la Communauté caribéenne et l'Union européenne, dont depuis 2008, des accords commerciaux de libre échange (APE).

## Sources